# The Best of Times: The Best of Styx
The Best of Times: The Best of Styx es un compilado de Styx y publicado por A&M Records en 1997. Fue realizado en conmemoración de la edición del álbum "Equinox", el primer álbum del grupo para A&M Records y publicado en 1975. Incluye temas como "The Best of Times", "Babe" y "Mr. Roboto", más una nueva versión de "Lady", el primer éxito de Styx en los Estados Unidos, y dos temas publicados en 1996: "Little Suzie" e "It Takes Love".

## Canciones
1. "The Best of Times" (Dennis DeYoung) - 4:18
(Originalmente publicado en 1980).
2. "Babe" (Dennis DeYoung) - 4:26
(Originalmente publicado en 1979).
3. "Boat on The River" (Tommy Shaw) - 3:12
(Originalmente publicado en 1979).
4. "Mr. Roboto" (Dennis DeYoung) - 5:30
(Originalmente publicado en 1983).
5. "Show Me The Way" (Dennis DeYoung) - 4:36
(Originalmente publicado en 1990).
6. "Renegade" (Tommy Shaw) - 4:14
(Originalmente publicado en 1978).
7. "Borrowed Time" (Dennis DeYoung/Tommy Shaw) - 4:58
(Originalmente publicado en 1979).
8. "Blue Collar Man (Long Nights)" (Tommy Shaw) - 4:07
(Originalmente publicado en 1978).
9. "A.D. 1928" (Dennis DeYoung) - 1:07
(Originalmente publicado en 1980).
10. "Rockin' The Paradise" (Dennis DeYoung/James Young/Tommy Shaw) - 3:37
(Originalmente publicado en 1980).
11. "Sing for The Day" (Tommy Shaw) - 4:58
(Originalmente publicado en 1978).
12. "Too Much Time on My Hands" (Tommy Shaw) - 4:33
(Originalmente publicado en 1980).
13. "Don't Let It End" (Dennis DeYoung) - 4:56
(Originalmente publicado en 1983).
14. "Lady '95" (Dennis DeYoung) - 3:06
(Versión original publicada en 1973). (Producido por Dennis DeYoung).
15. "Little Suzie" (James Young/Dennis DeYoung/Tommy Shaw) - 4:49
(Originalmente publicado en 1996). (Producido por Dennis DeYoung).
16. "It Takes Love" (Glenn Burtnik/Bob Berger) - 3:25
(Originalmente publicado en 1996). (Producido por Dennis DeYoung).

## Personal
- Dennis DeYoung = Teclados, voces y producción.
- Tommy Shaw = Guitarras, voces y producción.
- James Young = Guitarras, teclados, voces y producción.
- John Panozzo = Bajo y producción.
- Chuck Panozzo = Batería, percusión y producción.
- Glenn Burtnik = Guitarras y voces en "Show Me The Way" e "It Takes Love".
- Garry Loizzo = Ingeniero de grabación.
- Rob Kingsland = Ingeniero de grabación.
- Barry Mraz = Ingeniero de grabación y productor asistente.